# Katedra św. Dymitra w Sremskiej Mitrovicy
Katedra św. Dymitra w Sremskiej Mitrovicy (serb. Bazilike Katedrale sveti Dimitrije) - główna świątynia rzymskokatolickiej diecezji srijemskiej w Serbii. Mieści się przy ulicy Svetog Dimitrija, pod numerem 12.
Obecna świątynia została zbudowana w 1811 roku i konsekrowana 30 czerwca 1811. 
Patronem świątyni i parafii, jak również całego miasta był zawsze św. Dymitr z Tesaloniki. 
Kościół otrzymał tytuł konkatedry w 1984 roku, i tytuł bazyliki mniejszej 28 maja 1991, co jest najwyższym wyróżnieniem dla tego kościoła. Godność katedry posiada od 2008.